# Langues dhegiha
Les langues dhegiha forment un groupe de quatre langues de la famille des langues siouanes qui forment un sous-groupe à l'intérieur des langues siouanes de la Vallée du Mississippi.
 Ces langues sont l'osage, l'omaha-ponca, le kanza et le quapaw. Elles étaient parlées par les peuples du même nom. On remarquera que les nations Omaha et Ponca parlaient deux dialectes peu différenciés de la même langue.

## Comparaison des langues
- Les langues dhegiha se différencient surtout par leur évolution phonétique. Le tableau suivant donne les principales correspondances phonétiques entre les quatre langues.

| Om.  | Ka.  | Qu.   | Os.  |
| ---- | ---- | ----- | ---- |
| ð    | y    | d     | ð    |
| n(u) | d(o) | t(o)  | t(o) |
| bð   | bl   | bn    | br   |
| ɡð   | l    | kd/kn | l    |
| xð   | xl   | xd    | l    |
| i    | ü    | i     | ü    |
| u    | o    | o     | o    |

- Exemples:

|                        | Omaha-ponca | Kanza   | Quapaw   | Osage   |
| ---------------------- | ----------- | ------- | -------- | ------- |
| manger                 | ðathé       | yačhé   | dathé    | ðaché   |
| frère aîné d'une femme | ittínu      | ičído   | -        | ihcį́to  |
| trois                  | ðáːbðį      | yáːblį  | dábnį    | ðábrį   |
| haricot                | hį́bðįge     | hǫblį́ge | hǫbnį́ke  | hǫbrį́ke |
| feu                    | ppéde       | ppéːje  | ppéte    | hpéece  |
| insecte, ver           | wagðí       | walúska | wakdíska | walúška |
| s'asseoir              | gðį́         | -       | knį      | lį      |